# Цикл анекдотов о мёртвых младенцах
Цикл анекдо́тов о мёртвых младе́нцах (англ. The Dead Baby Joke Cycle) — цикл анекдотов, возникший в США в начале 1960-х годов и бывший популярным до конца 1970-х годов. Анекдоты, образующие цикл, являются разновидностью чёрного юмора, обычно имеют форму загадки и начинаются с вопроса «что». В русском фольклоре, несмотря на существование сделанных энтузиастами переводов ряда анекдотов на русский язык, цикл распространения не получил.

## Примеры типичных анекдотов о мёртвых младенцах
Вопрос: Что это: красное и сидит в углу?
Ответ: Младенец, поедающий бритвенные лезвия.
Вопрос: Что это: зелёное и сидит в углу?
Ответ: Тот же младенец через две недели.
Вопрос: Что это: маленькое, чёрненькое, об стекло бьётся?
Ответ: Ребёнок в духовке.
Вопрос: Что проще: разгружать вагон с песком или вагон с мёртвыми младенцами?
Ответ: Вагон с мёртвыми младенцами, так как его можно разгружать вилами.

## Причины возникновения цикла
Анекдоты о мёртвых младенцах являются отражением американской культуры 1960-х — 1970-х годов. Как и при любой интерпретации фольклорных текстов, точно указать причины возникновения данного цикла невозможно.
Алан Дандес в своей работе, посвящённой данному циклу, отмечает, что наиболее явной причиной возникновения подобных анекдотов является попытка «расчеловечить» чувство вины и тем самым санкционировать совершение абортов и использование противозачаточных средств, что актуально для попыток легализовать аборты и для возросшей доступности противозачаточных средств, приходящихся на период популярности данного цикла анекдотов.
Также, по мнению А. Дандеса, возможной причиной могут являться попытки вытеснить из массового сознания сцены боевых действий, известных по многочисленным репортажам о войне во Вьетнаме.
Исследователь также указывает, что у некоторых анекдотов имеется расистский подтекст. В соответствии с законами фольклорного мышления, делающего желаемое действительным, уничтожаются исключительно «цветные» младенцы. В пользу этого свидетельствует то, что моделью анекдотов о мёртвых младенцах послужили анекдоты о слонах, с помощью которых обычно выражалась неприязнь белого населения к афроамериканцам.